# Хурээ
Хурээ (монг. хүрээ) — один из старинных монгольских родов. Хурээ входили в состав семи северных отоков Халхи, составивших первоначальное ядро современных халха-монголов.

## История
В середине XVI в. 12 отоков халхаского тумена разделились на пять южных и семь северных. Северные отоки были во владении сына Даян-хана Гэрэсэндзэ. Пять южных отоков составляли жарууд, баарин, хонхирад, баяд и ужээд.
Семь северных отоков состояли из следующих родов: 1) джалаиры, олхонуты (унэгэд); 2) бэсуты, элжигины; 3) горлосы, хэрэгуд; 4) хурээ, хороо, цоохор; 5) хухуйд, хатагины; 6) тангуты, сартаулы; 7) урянхан. Этими семью отоками правили соответственно семь сыновей Гэрэсэндзэ: Ашихай, Нойантай, Нухунуху, Амин, Дарай, Далдан и Саму. Во владении Ашихая наряду с уделом Джалаир упоминается удел Ушин.
Джалаиры, представлявшие уделы Ашихая, во второй половине XVI в. населяли Хангайские горы, откуда перекочевали к Алтайским горам в начале XVII в. В настоящее время значительная часть джалаиров проживает на территории аймака Говь-Алтай. Олхонуты расселились в Дзасагтухановском аймаке и образовали три хошуна. В составе того же аймака бэсуты образовали пять хошунов; элжигины — два хошуна; сартаулы — один хошун и урянханы — два хошуна. Горлосы составили в основном хошуны халхаского Тушээтухановского аймака; хэрэгуд — хошуны Сайнноенхановского аймака. Тангуты входили в состав Дзасагтухановского аймака. 
При разделении собственности между семью сыновьями Гэрэсэндзэ хурээ отошли к четвертому сыну Аминдуралу. Роды хурээ, хороо, цоохор образовали 20 хошунов Сэцэнхановского аймака; население же трех восточных хошунов составили хатагины и хухуйды. 

## Расселение
В современной Монголии проживают носители следующих родовых фамилий:
- Хүрээ — в Улан-Баторе и на территории аймаков: Завхан, Хэнтий, Архангай, Туве, Дархан-Уул, Булган и др.[7];
- Баруун Хүрээ — на территории аймаков Сухэ-Батор и Булган[8]
- Боржигон Хүрээ — на территории аймака Уверхангай[9];
- Зуун Хүрээ — в Улан-Баторе[10];
- Зүүн Хүрээ — в Улан-Баторе и на территории аймака Дорнод[11];
- Их Хүрээ — в Улан-Баторе и на территории аймаков: Сэлэнгэ, Дорнод, Туве[12];
- Монгол Хүрээ — в Улан-Баторе и на территории аймака Архангай[13];
- Улаан Хүрээ — в Улан-Баторе и на территории аймака Ховд[14];
- Халх Хүрээ — в Улан-Баторе[15];
- Хар Хүрээ — в Улан-Баторе[16];
- Хүн Хүрээ — в Улан-Баторе и на территории аймака Ховд[17];
- Хүрээ Боржгон — в Улан-Баторе[18];
- Хүрээ Боржигин — в Улан-Баторе[19];
- Хүрээ Боржигон — в Улан-Баторе и на территории аймака Туве[20];
- Хүрээд — в Улан-Баторе и на территории аймака Дорнод[21];
- Хүрээт — в Улан-Баторе и на территории аймаков: Дорноговь, Дархан-Уул, Хэнтий и др.[22]

Носители родового имени махчин хун хурээ известны в составе олётов.